# 莊革
莊革（？—），中国共产党黨员，中国人民解放军海军少將（2019年晋升）。
曾任中国人民解放军海军参谋部规划和编制局局长。2024年1月，任中国人民解放军广西军区司令员。同年5月，兼任中共广西壮族自治区党委常委。